# 文县疣螈
文县疣螈（学名：Tylototriton wenxianensis）为蝾螈科疣螈属的两栖动物，是中国的特有物种。分布于四川、甘肃等地，一般栖息于山区林间以及五月间生活在静水塘及其附近。该物种的模式产地在甘肃文县。